# Nutrición deportiva

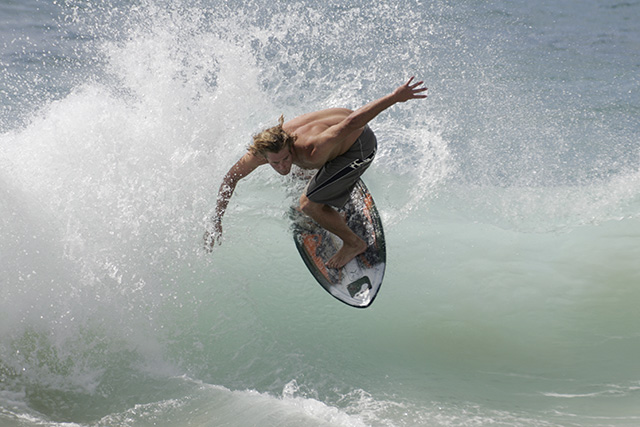
La nutrición deportiva tiene como principal objetivo el desarrollo de las capacidades de los deportistas.

La nutrición deportiva es una rama especializada de la nutrición humana aplicada a las personas que practican deportes intensos, como pueden ser la halterofilia, el culturismo o fitness; aquellos que requieren esfuerzos prolongados en el tiempo, que se denominan deportes de resistencia, como por ejemplo, maratón, ciclismo o triatlón. Dependiendo de los objetivos finales del deporte realizado y de sus entrenamientos, la nutrición hace hincapié en unos u otros alimentos. Por ejemplo, en el culturismo son más importantes los alimentos proteicos que favorezcan la hipertrofia muscular (incremento de la masa muscular). En cambio, en los deportes aeróbicos, como puede ser el ciclismo, son importantes aquellos alimentos que favorecen el esfuerzo energético prolongado, como la ingesta de alimento con glúcidos. Otro deporte que requiere de la nutrición deportiva es el rugby, por ser un deporte de contacto y desgaste físico. Aquel que juega al rugby y tiene desgaste físico más de tres veces a la semana debe tomar más de tres litros de agua por día para tener ventajas en el deporte.
La nutrición deportiva cubre todos los ciclos del deporte: el descanso, la fase activa y la de recuperación. Es cierto que el ejercicio aumenta las necesidades energéticas y nutricionales del cuerpo, una dieta deportiva puede variar desde 110 kJ/kg/día (26 kcal/kg/día) en una mujer que practica el fisicoculturismo y 157 kJ/kg/día (38 kcal/kg/día) en una mujer que hace gimnasia de alto nivel hasta un hombre practicante de triatlón que consume 272 kJ/kg/día (65 kcal/kg/día) y 347 kJ/kg/día (83 kcal/kg/día) en un ciclista del Tour de Francia.
La nutrición es uno de los tres factores que marcan la práctica del deporte; los otros dos son los factores genéticos particulares del atleta y el tipo de entrenamiento realizado. Los alimentos que se incluyen en una dieta deportiva atienden a tres objetivos básicos: proporcionan energía, proporcionan material para el fortalecimiento y reparación de los tejidos, mantienen y regulan el metabolismo. No existe una dieta general para los deportistas, cada deporte tiene unas demandas especiales y una nutrición específica.
Ya en el año 1897 se realizó el primer maratón de Boston, y en él surgió la polémica acerca de los alimentos y procedimientos de ingesta de los mismos. En ese maratón ya se discutía acerca de la conveniencia de incluir ciertas cantidades de alcohol previas al ejercicio. En el año 1909, el sueco Fridtjof Nansen estableció la importancia de los hidratos de carbono en la actividad física intensa. En el año 1911 Zuntz determinó que las grasas corporales proporcionaban energía además de los hidratos de carbono en la actividad física. En 1939, debido a investigaciones realizadas por ciertos investigadores, se pudo determinar que aquellas personas con dietas abundantes en hidratos de carbono mejoraban su resistencia. Uno de los grandes avances de la ciencia fue la utilización de las biopsias musculares en 1967, lo que ayudó a descubrir la importancia del glucógeno muscular. En el siglo XIX Max Rubner hizo numerosas contribuciones explicando procesos metabólicos en el organismo de los animales. En 1950 Kenneth H. Cooper creó un sistema denominado aerobics para mantener el peso corporal dentro de ciertos límites y publicó sus ideas en un libro titulado "Aerobics" (1968).
Los primeros estudios de la dieta deportiva se realizaron en los años veinte (1920) para investigar la relación que existía en la resistencia: mantuvieron a los deportistas en una dieta rica en carbohidratos, frente a otra rica en grasas. A lo largo de los años (1960) se realizaron diversos estudios acerca de la compensación de glucógeno. Todos estos estudios revelan que el empleo adecuado de macronutrientes en la nutrición deportiva mejora las prestaciones de los atletas, y viceversa: un uso no adecuado perjudica el rendimiento del ejercicio.
No obstante, durante el periodo de mediados del siglo XX, durante la Guerra Fría, la Unión Soviética realizó en secreto estudios nutricionales y dietéticos con el objetivo de lograr la "supremacía en el deporte" de sus atletas, hecho que revelan en los sucesivos Juegos Olímpicos de aquella época. La nutrición deportiva se comenzó a analizar desde un punto de vista científico a finales del siglo XX, esta nueva mentalidad alcanzó su punto álgido en una reunión mantenida en las oficinas centrales del Comité Olímpico Internacional (Lausanne, Suiza) en marzo de 1991, donde se estableció un consenso sobre las investigaciones en el área de la nutrición deportiva.

## Metabolismo energético
Si no consideramos al cuerpo humano como un sistema, se puede ver que existe una cierta cantidad de mecanismos para almacenar energía en él. Estos mecanismos proporcionan al cuerpo libertad para demandar continuamente energía desde diferentes fuentes y poder mantener la homeostasis (equilibrio). Los macronutrientes (vistos desde una perspectiva de química alimentaria) existentes en los alimentos contienen su energía en los enlaces químicos que se ceden al cuerpo en las actividades metabólicas. Tras su digestión y absorción, la energía se almacena como enlaces químicos de fácil disponibilidad en los lípidos (es decir en la 'grasa') y en el glucógeno hepático. Esta energía de los enlaces químicos es almacenada y constituye la única fuente de energía que emplea el cuerpo humano durante la ejecución del deporte (o de una actividad en general). Bajo este aspecto el metabolismo del cuerpo humano actúa como un motor de combustión interna y emplea la energía almacenada (comida en el cuerpo o gasolina en el motor) de acuerdo con la demanda de trabajo requerida.
La energía metabólica se cuantifica en unidades de energía kilocalorías (kcal, 1000 calorías) o calorías (en mayúscula) y kilojulios (kJ, 1000 julios) o megajulios (MJ, 1000 kJ). La cantidad de O2 que consume una persona media sedentaria adulta es de 0.2 litros por minuto, lo que supone -a nivel energético- de 1 a 1,8 kcal/min o lo que es lo mismo de unas 1440 kcal/día hasta unas 2592 kcal/día y el entrenamiento y la competición deportiva puede hacer que se llegue a producir un incremento de 500 hasta 1000 kcal/h, dependiendo del ejercicio físico, la duración y la intensidad con la que se practique. Esta es la razón por la que debe haber una dieta específica para cada tipo de deportista. Un corredor de maratón consume aproximadamente entre 2500 y 3000 kcal. Dependiendo del tiempo que le lleve su ejecución se puede decir que un atleta amateur consume 750 kcal/hora, y uno profesional, casi 1500 kcal/hora (se realiza una sesión de maratón entre 2 y 2.5 horas), de la misma forma un ciclista que corre la Vuelta Ciclista a España puede llegar a consumir 6500 kcal/día, pudiendo llegar en las etapas de montaña a 9000 kcal/día. En tales circunstancias, el ritmo de ingesta normal de alimentos sólidos es difícil y, por esta razón, se llega a reducir entre un 30% a un 50% y requiere además el uso de 'alimentos especiales' que proporcionen energía a intervalos de tiempo, como las barritas energéticas u otro suplemento dietético en forma de snacks o bebidas deportivas, todos ellos de rápida liberación energética.

### Metabolismo anaeróbico
Existen diversos canales de energía desde los sistemas de almacenamiento a los músculos, que por regla general se subdividen en dos: los que requieren de oxígeno (aeróbicos) y los que no necesitan de él (anaeróbicos). El objetivo final de esta operación es convertir la energía de los enlaces químicos de los macronutrientes como el adenosín trifosfato (ATP) en los músculos, la única forma junto con la fosfocreatina (CP) que posee el cuerpo humano de transformar energía en trabajo muscular. Debido a que el almacenamiento de ATP en los músculos es muy limitado (preparado tan solo para proporcionar energía durante apenas unos minutos, el almacenamiento de ATP se agota y se renueva aproximadamente durante unas 5000 veces al día, no obstante existen otros canales que se activan rápidamente dependiendo de la demanda de trabajo a la que se someta al organismo.
La otra vía que posee el organismo es el metabolismo de carbohidratos, a lo que se denomina glicólisis, que abastece a las células a través del torrente sanguíneo de glucógeno. La vía de la glicólisis es una cadena de reacciones que básicamente tiene como misión obtener ATP por fosforilación a nivel de sustrato mediante la hidrólisis de un compuesto de seis carbonos, la glucosa, produciéndose dos moléculas de 3-carbonos, denominadas piruvato. El piruvato tiene varios potenciales: puede ser oxidado en la propia célula que realizó la glucólisis o exportado a otras células musculares para su oxidación, o dirigido al hígado para ser transformado en glucosa de nuevo. La glicólisis es relativamente rápida si se compara con la respiración aeróbica. Proporciona una gran cantidad de energía durante los primeros minutos del ejercicio y durante actividades de baja intensidad prolongadas en el tiempo. 
Investigaciones realizadas sobre el ácido láctico hacen ver, que a pesar de ser restos de la glicólisis, estos participan también en la mejora oxidativa de los músculos vecinos actuando además como síntesis de nueva glucosa en el hígado. Los textos de bioquímica que explican los canales de la glucólisis mencionan siempre como el piruvato entra en el ciclo de los ácidos tricarboxílicos (conocido también como Ciclo de Krebs). A pesar de esto, algunos autores creen que la formación de ácido láctico durante el ejercicio es debido a una falta de oxígeno (anaerobiosis), el punto de vista prevaleciente indica que la producción del ácido sea iniciada cuando la velocidad de generación de glucólisis excede a la velocidad de la fosforilación oxidativa. Este punto de vista ha sido reexaminado a la luz de evidencias en el uso del ácido láctico en los orgánulos intracelulares. Durante el ejercicio prolongado, especialmente cuando las reservas de glucógeno son bajas, las contribuciones de aminoácidos al abastecimiento de energía puede llegar a exceder un 10%. Los carbohidratos se almacenan junto con un contenido de agua como glucógeno en el hígado y en los músculos. Estos dos almacenes de glucógeno poseen dos propósitos diferentes: el glucógeno del músculo inyecta combustible vía el ácido láctico.

### Abastecimiento de energía
Según el tiempo de duración del ejercicio que se realice, es con el abastecimiento de energía que se contará. Si la demanda es de unos segundos (máximo 30 seg) el ATP de los músculos es el mayor contribuyente, sin embargo para mayores intervalos de tiempo la energía depende del transporte de oxígeno y el factor VO2 max (denominado también capacidad aeróbica).
| Sistema de provisión     | Periodo       | Energía                                                                                     |
| ------------------------ | ------------- | ------------------------------------------------------------------------------------------- |
| Sistema Creatínfosfato   | 0-30 s        | La energía en forma de 'combustible' empleada en los músculos (procedente del ATP muscular) |
| Sistema de ácido láctico | 30 s - 5 min  | Energía en forma de 'combustible' empleada en los músculos procedente del glucógeno         |
| Sistema Oxidativo        | 1 min - 4-5 h | Energía procedente de la oxidación de los lípidos y del glucógeno.                          |

Los hidratos de carbono digestibles contienen de media una densidad energética de 17,6 kJ/g (4,2 kcal/g), esto hace dos mol de ATP aproximadamente lo que significa que se almacena un mol de glucosa o de glucógeno, debe recordarse que en esta proporción se emplean 2,7 g de agua por gramo de glucógeno. Los lípidos (triglicéridos) contienen 39,3 kJ/g
(9,4 kcal/g), no existe coste energético debido al almacenaje de ATP y los triglicéridos al ser hidrófobos, se puede decir que los tejidos grasos del cuerpo son casi en un 90% lípidos puros. En total la energía almacenada en forma de glucógeno es casi 4,2 kJ/g (1 kcal/g) mientras que la energía almacenada en forma de grasa es de aproximadamente 33,6 kJ/g (8 kcal/g).

## Uso de los macronutrientes
Los macronutrientes (carbohidratos, proteínas y lípidos) forman parte de la regulación básica nutricional que debe tener en mente todo nutricionista deportivo. El ritmo de la ingesta, la cantidad y la calidad de los mismos debe ser considerada con especial atención en relación con las especificidades del deporte. Los macronutrientes aportan fundamentalmente energía (carbohidratos y grasas) y soporte estructural (proteínas).
| Macronutriente      | Densidad energética | Funciones básicas en el organismo |
| ------------------- | ------------------- | --- |
| Hidratos de carbono | 4 kcal/g            | - Energía en forma de 'combustible' empleada en los músculos (procedente del almidón, los azúcares y el glicógeno) - Control del colesterol y de los lípidos (vía la ingesta de fibra) - Asistencia a los procesos de digestión (vía la ingesta de fibra) - Absorción de nutrientes y de agua (procedente de los azúcares) |
| Proteínas           | 4 kcal/g            | - Energía en forma de 'combustible' empleada en los músculos (si no existiese energía procedente de los carbohidratos) - Reparto de los aminoácidos esenciales - Esenciales en el mantenimiento y reparación y generación de nuevos tejidos - Asiste en el balance de fluidos (entre el interior y el exterior de la célula - Transporte de micronutrientes en el torrente sanguíneo (transporta vitaminas, minerales y grasas a las células) |
| Grasas              | 9 kcal/g            | - Transporta a las vitaminas solubles en grasas (como pueden ser las vitaminas A, D, E y K) - Reparto de los aminoácidos esenciales - Energía en forma de 'combustible' empleada en los músculos (en actividades de baja y moderada intensidad) - control de la saciedad (mantiene saciado al deportista en la ingestión de alimentos) - Es un ingrediente de muchas hormonas                                                                 |

Los alimentos que contienen estos macronutrientes son abundantes en las dietas normales, no obstante se aconseja una dieta equilibrada en la que se debe alimentarse con tres principios: variedad (cuanta más variedad más oportunidades se tiene de absorber los macronutrientes), moderación (evitar la ingesta excesiva de alimentos) y equilibrio (responder a las necesidades del cuerpo antes, durante y tras la realización del ejercicio). A veces se hace mención a la pirámide nutricional con el objeto de mostrar gráficamente como debe repartirse la proporción de alimentos en relación con los macronutrientes.

### Empleo de los glúcidos (hidratos de carbono)[12]
(Se utiliza incorrectamente el término hidratos de carbono o carbohidratos para referirse a los glúcidos, que es la forma correcta de denominarlos.)

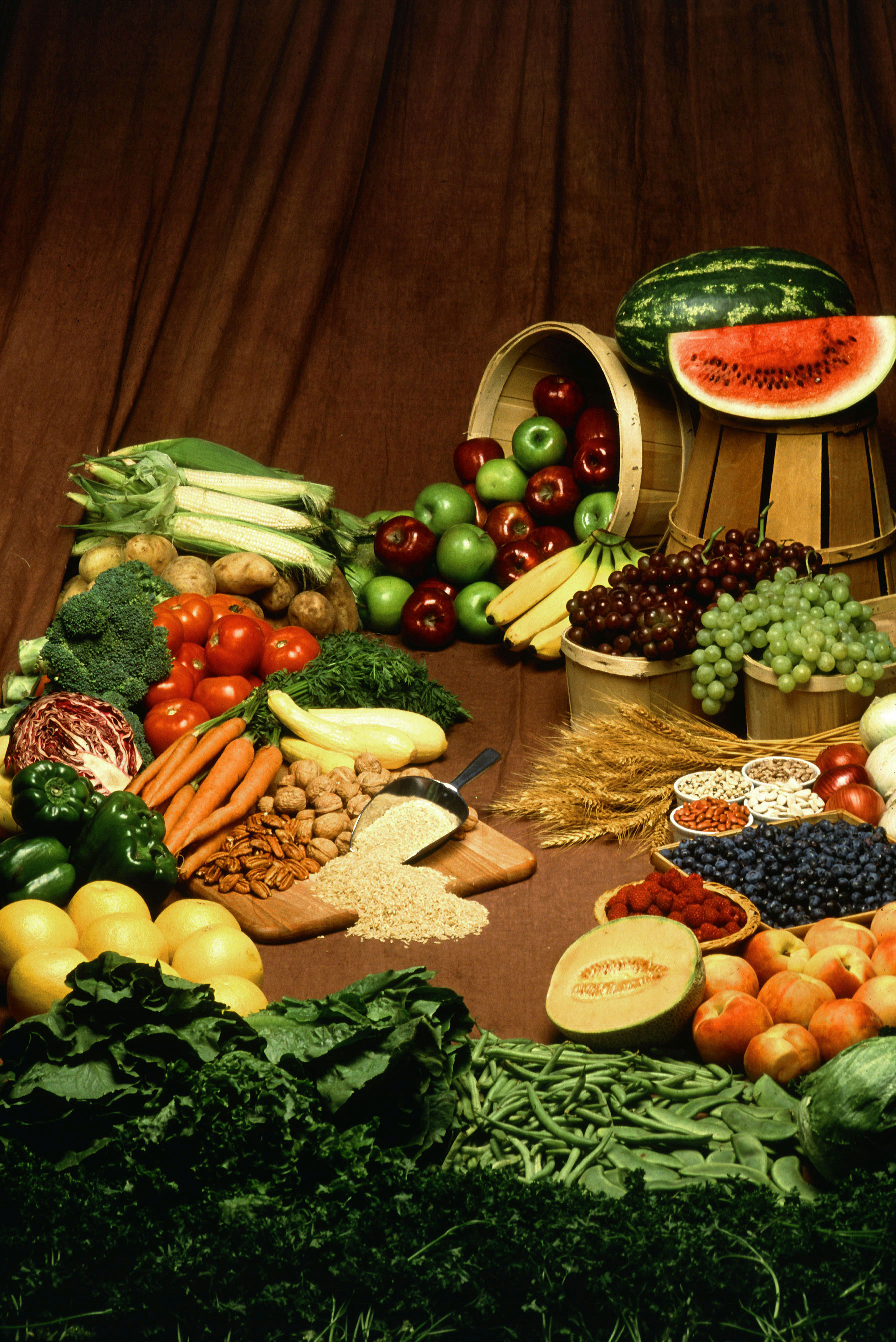
Los carbohidratos en los alimentos se presentan con un contenido variable de fibra que facilita su digestión.

Los carbohidratos son los principales nutrientes que proporcionan energía en los deportes de resistencia. La grasa es la principal fuente de energía durante el intervalo de descanso y de actividad de baja intensidad. Los carbohidratos son también la fuente de energía más importante para las actividades repetitivas de alta intensidad, así como las actividades anabólicas que emplean sistemas glucolíticos de energía. La fatiga suele estar asociada a este "mal uso" de los almacenes de energía durante el ejercicio prolongado. Uno de los problemas que puede aparecer en un deportista por uso inadecuado de carbohidratos en la dieta es la cetosis.
La mayoría de los alimentos contienen carbohidratos, Los hidratos de carbono o carbohidratos son esenciales para el organismo, ya que aportan energía. Una enzima llamada amilasa ayuda a descomponer los carbohidratos en glucosa, que es el combustible necesario para la actividad física y metabólica, que además se consume sin dejar residuos. La glucosa es la principal fuente de energía de las células, tejidos y órganos. El cuerpo puede utilizarla inmediatamente o depositarla en el hígado y en los músculos para cuando sea necesario.
La mayoría de los investigadores en nutrición deportiva tienden a averiguar: la cantidad óptima de ingesta de hidratos de carbono, cual es el ritmo óptimo de consumo y que tipo es el más adecuado para su consumo en función del deporte realizado. Los atletas que practican un deporte tienen las mismas preguntas acerca del uso de carbohidratos. Las investigaciones realizadas a finales del siglo XX mostraban que la categorización de los hidratos de carbono con el índice glucémico es adecuado para la nutrición deportiva. El índice glucémico viene a expresar no sólo como es de asimilable un carbohidrato, sino que además indica la velocidad a la que se incorpora glucosa al torrente. Los atletas que entrenan frecuentemente se encuentran ante un compromiso por un lado consumen una gran cantidad de energía (calorías), pero por otro lado vigilan la ingesta de alimentos energéticos para poder mantener constante su peso corporal.

#### Metabolismo de glúcidos
Los carbohidratos pueden ser caracterizados por su estructura y por el número de moléculas de azúcar que posean, de esta forma se tienen los monosacáridos (ejemplos son la glucosa, fructosa, galactosa), los disacáridos (la sacarosa o azúcar común de mesa, la lactosa y la maltosa) o polisacáridos. Los carbohidratos monosacáridos y disacáridos son denominados desde el punto de vista nutricional como carbohidratos simples. Los carbohidratos polisacáridos son considerados por el contrario carbohidratos complejos, tales son el almidón, la dextrina, etc. La digestión y absorción de los carbohidratos dependerá de muchos factores, como por ejemplo del tipo de carbohidrato a considerar: simple o complejo, la forma y procedimiento de preparación o cocinado del alimento, naturaleza del alimento. Los carbohidratos simples se asimilan más rápidamente en la digestión que los complejos, aunque la asimilación se mide científicamente con el índice glucémico.
La digestión de los carbohidratos empieza en la boca, la saliva empieza a romper enlaces químicos de carbohidratos complejos como los almidones y las dextrinas (posee unos enzimas denominados amilasas hacen tal trabajo). La masticación es también parte del proceso de digestión de carbohidratos, ya que reduce los alimentos a pequeños pedazos más asimilables, los movimientos mecánicos del estómago continúan con este proceso de disminución de tamaño. La mayoría de los carbohidratos se absorben en el intestino delgado y ya en él los monosacáridos como la glucosa, fructosa y la galactosa se absorben directamente a la sangre gracias a los capilares existentes en la pared intestinal. Los disacáridos (sucrosa, lactosa y maltosa) se 'rompen' en sus monosacáridos constituyentes gracias a enzimas denominadas disacaridasas para ser absorbidos directamente en sangre. Los carbohidratos complejos actúan gracias a la amilasa proveniente del páncreas reduciendo los polisacáridos en monosacáridos, siendo absorbidos finalmente tal y como se ha descrito anteriormente.
Los monosacáridos absorbidos por la circulación intestinal se transportan al hígado vía la vena porta hepática. A partir de este punto los carbohidratos son empleados por el cuerpo como glucosa como empleo 'inmediato', o como su 'almacén' en glucógeno. No todos los carbohidratos existentes en los alimentos consumidos se digieren y absorben. Depende de factores como el tipo de almidón, la cantidad de fibra presente, el tamaño del alimento. Los carbohidratos no digeridos pasan al intestino grueso donde pueden ser digeridos por las bacterias del colon o ser excretado en las heces. Una gran cantidad de carbohidratos no digeridos, o una ingesta excesiva de azúcares simples, produce gases, molestias intestinales e incluso diarrea. El papel de la fibra (no digerible por el cuerpo humano) hace que exista un adecuado tránsito intestinal y puede influir en la respuesta glicémica de los alimentos consumidos.
Está demostrado que el consumo de carbohidratos durante la práctica de un deporte de resistencia (aeróbico) mejora la resistencia. La gran mayoría de carbohidratos se encuentra almacenado en forma de glucógeno en los músculos, entre 300–400 g, o 1.200–1.600 kilocalorías. La glucosa encontrada en sangre hace un total de 5 g, lo que equivale a 20 kcal, mientras que el hígado contiene cerca de 75–100 gramos de glucógeno, o lo que es lo mismo 300–400 kcal. Por lo tanto el almacenamiento de carbohidratos antes de hacer ejercicio es aproximadamente 1.600–2.000 kcal.
La fuente primaria de energía en la realización de actividades deportivas es el glucógeno, a medida que el glucógeno se va consumiendo la glucosa presente en la sangre va entrando en el músculo para reponer energías. De esta forma el hígado tiene que liberar glucosa en sangre para mantener el nivel o concentración de la misma (evitando la hipoglucemia). El contenido de glucógeno del hígado puede ser disminuido por el ejercicio, pero puede ser restaurado por una dieta rica en carbohidratos. Una hora de ejercicio de intensidad moderada puede reducir a la mitad el almacén existente en el hígado y un ejercicio prolongado durante quince horas (o más) puede dejarlo completamente vacío. La concentración normal de glucosa en sangre está entre los 4.0–5.5 mmol/L (80–100 mg/100 mL). La concentración de glucosa aumenta tras la ingesta de alimentos con carbohidratos o disminuir durante el ayuno. Mantener un nivel de glucosa en sangre es vital para el metabolismo humano, es por esta razón por la que la concentración de glucosa se regula con mucha a atención por los mecanismos del cuerpo humano.

#### Glúcidos en la dieta deportiva

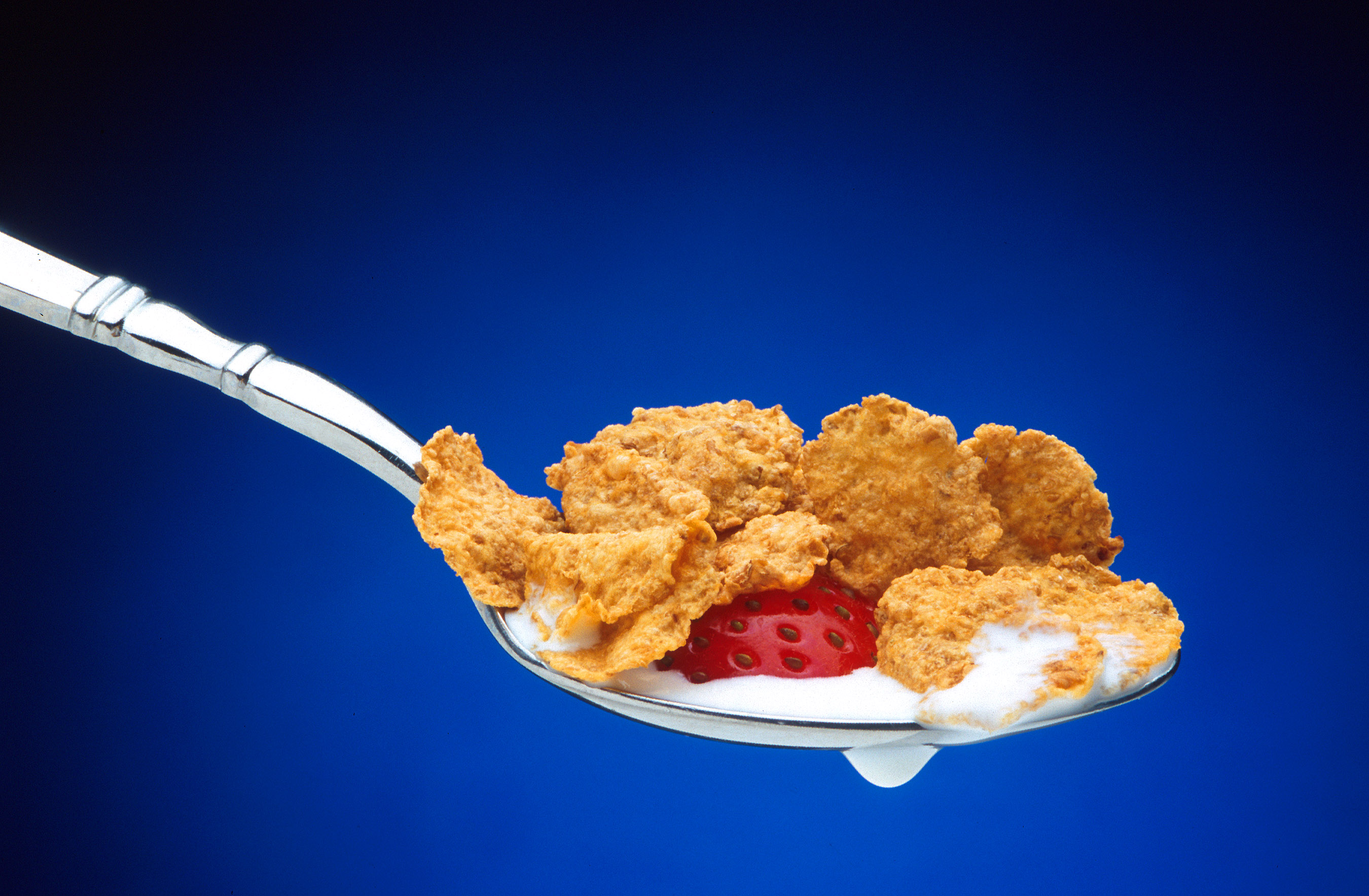
Los cereales con frutas son ejemplos de dietas equilibradas aptas para deportistas.

El uso de carbohidratos en la dieta de un deportista debe estar afectado por diversas reglas, la principal a tener en cuenta es la característica energética del deporte a realizar. El empleo de carbohidratos durante la realización del ejercicio (algunos de ellos se comercializan en forma de bebidas o batidos) no está aconsejado a no ser que se realicen deportes de gran resistencia y duración en el tiempo como puede ser un maratón. Las características que deben vigilarse en el consumo de carbohidratos durante el deporte deben ser eventos tales como:
1. Entrenamiento diario
2. La semana después tras un prolongado evento deportivo
3. Unas horas antes de realizar el ejercicio. Por regla general más de dos horas es suficiente.
4. Durante las tareas del ejercicio.
5. El periodo tras el ejercicio (4–48 h)

##### Entrenamiento diario
Los carbohidratos deben ser la fuente de alimentación primordial, los alimentos deben de ser cereales, verduras y frutas. Se aconseja reducir el consumo de productos con azúcar como pueden ser refrescos azucarados o snacks con fuerte contenido en azúcar. Se debe vigilar la proporción de 55–60% o más haciendo énfaef> Si se superan estos coue contenga cada día una cantidad de por encima de 10 g de carbohidrato por kg de cuerpo con el objeto de poder reponer el glucógeno de los músculos. Los deportistas con una menor actividad pueden llegar a los 7 g. Las proteínas también son fundamentales para la recuperación muscular y la reparación de tejidos tras el ejercicio. Dependiendo del tipo de actividad y los objetivos, se recomienda una ingesta de entre 1.2 y 2.0 gramos de proteína por kilogramo de peso corporal.

##### Una semana antes del evento
La modificación de la dieta (en lo que a carbohidratos se refiere) y del nivel de entrenamiento alrededor una semana antes de ocurrir un evento deportivo de competición ha mostrado niveles supranormales de glucógeno, lo que mejora la oxidación de carbohidratos y mejora la capacidad de resistencia en actividades prolongadas como puede ser correr maratones o en carreras de ciclismo. Esta estrategia se denomina "carga de carbohidratos" o "Supercompesación glucógena de los músculos", la mayoría de los estudios realizados muestran un período mayor para agotar el músculo en los ejercicios realizados a intensidad medio o moderada.
No obstante se ha optado por técnicas mixtas en las que se comienza con una dieta baja en carbohidratos (por debajo del 50%) al comenzar la semana y por el contrario alta en grasas y proteínas, a lo largo de la semana se mantiene este ritmo hasta que tres días antes ("fase de carga") se cambia repentinamente a una con un 70% de carbohidratos de esta forma el cuerpo se estimula a almacenar glucógeno.

##### Comida antes del ejercicio
La ingesta de carbohidratos antes del ejercicio o del entrenamiento deben hacerse con la idea de maximizar el almacenamiento de energía en el cuerpo, así como mejora del rendimiento. Se ha demostrado que el ayuno antes de los ejercicios de larga duración tiende a disminuir el rendimiento del atleta, por esta razón se aconseja hacer una comida rica en carbohidratos (1-2 g de hidratos de carbono por kg de deportista) una hora antes del ejercicio de resistencia y de larga duración. Se debe tener en cuenta este tiempo para que se eliminen los jugos gástricos y la actividad digestiva y de absorción. Es todavía un área de discusión el nivel de carga glicémica e índice glicémico que deben tener los carbohidratos consumidos antes del ejercicio.

##### Durante el ejercicio prolongado
Durante la realización del ejercicio se va consumiendo la energía en forma de glucógeno que el hígado proporciona, existen evidencias que mantienen que el consumo de carbohidratos durante la práctica deportiva prolongada mejora la resistencia a la fatiga. Su consumo mantiene los niveles de glucosa en sangre. La ingesta de carbohidratos se realiza mediante bebidas o batidos con contenido bajo de carbohidratos (0,5 a 1 g/kg de deportista) que se suele ingerir con una periodicidad de una hora. La mayoría de estas bebidas contienen azúcares simples como maltodextrinas que se han mostrado eficaces frente a otros azúcares de menor índice glucémico como la fructosa. Se ha demostrado que el empleo de estas bebidas no sólo disminuye el consumo de glicógeno, sino que además permite su reconstrucción durante el ejercicio, para ejercicios de más de 45 min se recomienda que al menos se ingiera 20 g/h, siendo óptimo 60 g/h en una solución acuosa durante el ejercicio. El consumo de bebidas deportivas es muy común durante la práctica de ejercicios prolongados, mientras que el consumo de alimentos sólidos es poco tolerado en actividades como correr, mientras que posee una aceptación mayor en el ciclismo. Las bebidas tienen la ventaja de ofrecer líquido necesario para renovar la temperatura corporal. Las marcas más populares de bebidas deportivas contienen entre un 6% y un 8% de carbohidratos y esta cantidad es suficiente para mejorar la resistencia a la fatiga. Los estudios de nutrición deportiva se centran ahora en investigar las proporciones de monosacáridos y disacáridos ofrecen mayores rendimientos durante el consumo de carbohidratos en la práctica de deportes de larga resistencia.

##### Inmediatamente tras el ejercicio
La renovación de los almacenes de glucógeno es un buen objetivo nutricional para cualquier tipo de atleta, aunque la necesidad dependerá del tipo de ejercicio. Un atleta que corre un maratón una vez cada trimestre, tras el ejercicio no necesita 'urgentemente' de tal reposición de energía, pero un jugador de fútbol que desarrolla ejercicio cada fin de semana necesita reponer casi 'instantáneamente', un retraso de casi dos horas tras el ejercicio puede resultar en una síntesis de glucógeno menor. La forma en que se ingiera el carbohidrato tras el ejercicio puede influir en la renovación de glucógeno, por ejemplo los carbohidratos con alto índice glucémico tienen respuestas mejores a la renovación, siendo preferible que se reparta en diversas ingestas tras el ejercicio en lugar de una sola.

### Empleo de los lípidos

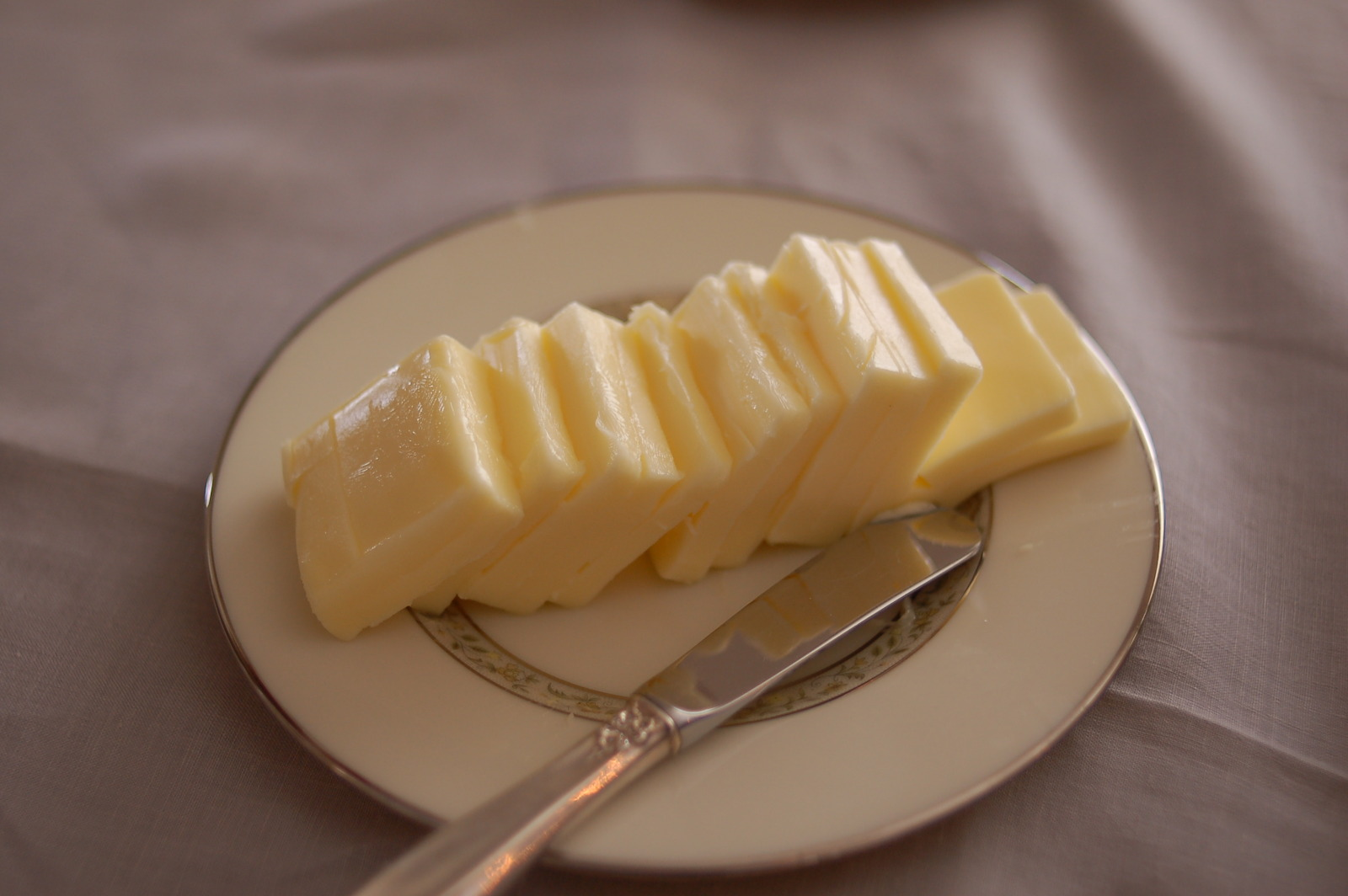
Las grasas al igual que los carbohidratos son fuentes de energía, pero empleadas de forma diferente por el cuerpo al realizar actividades deportivas.

Los carbohidratos son las fuentes de energía durante los ejercicios prolongados de alta intensidad, mientras que en los ejercicios de baja intensidad la oxidación de los lípidos empieza a ser relevante. Los triglicéridos (lo que comúnmente se denomina grasa) es la mayor reserva de combustible del cuerpo, se almacena en su gran mayoría en el tejido adiposo de zonas localizadas de la anatomía corporal. Los alimentos con contenido graso alto sacian más que los que poseen un contenido graso menor. La reserva de energía en forma de 'grasa' supera a la de glucógeno en casi cincuenta veces. La oxidación de los ácidos grasos durante la ejecución de ejercicio prolongado retrasa el consumo de glucógeno y la hipoglucemia. El empleo de ácidos grasos requiere de hidrólisis de triglicéridos procedente de los tejidos adiposos, músculos y plasma. El incremento de hidrólisis desde los tejidos adiposos requiere del transporte de los ácidos grasos a las mitocondrias de los músculos para que se produzca la oxidación. Por lo tanto la aparición de ácidos grasos libres en el torrente sanguíneo y el plasma no siempre está relacionado con una mayor demanda de energía. La demanda de energía que tiene el cuerpo se satisface bien por el consumo de glucógenos o por el consumo de grasa de los tejidos adiposos, esta satisfacción depende en gran medida del tipo e intensidad de deporte realizado, por ejemplo correr a una velocidad de 15 km/h hace que se consuma menos hidratos de carbono y más grasa en las contracciones musculares. Este proceso integrado de movilización de ácidos grasos, transporte y oxidación se regula por la acción concertada de hormonas como la adrenalina y la no adrenalina (más correctamente denominadas epinefrina y norepinefrina), las cuales aumentan su nivel en sangre durante la ejecución del ejercicio causando igualmente una reducción de la insulina en sangre. La oxidación de lípidos es más compleja que la correspondiente de los hidratos de carbono y puede llevar más tiempo al organismo (el transporte y su oxidación pueden llevar del orden de 20 minutos).

#### Almacenamiento de grasas
La grasa es una fuente de energía que posee ventajas sobre los hidratos de carbono ya que posee una densidad de energía mayor (37,5 kJ/g vs. 16,9 kJ/g) lo que le convierte en una forma ideal de almacenamiento de energía ya que necesita menos masa. Los hidratos de carbono almacenados en forma de enlaces químicos de glucógeno necesitan aproximadamente 2 g de agua por gramo de glucógeno almacenado. Esto significa que cambios en el glucógeno de los músculos provocan cambios sustanciales en su volumen. Como resultado, la capacidad de almacenamiento de glucógeno en músculos e hígado parece alcanzar cantidades de 450 g en un varón sano, mientras que la capacidad de grasas parece ser casi ilimitada. En sujetos sanos no-entrenados el contenido de grasa suele estar en un rango de 20 a 35% en mujeres y en un 10 hasta un 20% en varones. El almacenamiento de lípidos se encuentra en casi todos los tejidos corporales bajo la piel, se encarga de este almacenamiento una célula denominada adipocito y una pequeña parte en forma de triglicéricos se almacena en los propios músculos.

#### Metabolismo de los lípidos
En el músculo relajado, o con muy baja actividad, la energía procede fundamentalmente de la oxidación de los ácidos grasos, sin embargo si se aumenta el nivel de ejercicio y su intensidad aumenta el consumo de energía se cambia a reservas de glucógeno (generalmente ocurre esto a intensidades por encima de 70-80% de VO2 max). El metabolismo de los lípidos puede generar entre un 60-80% de la energía de la actividad física moderada o de baja intensidad durante un período que suele ser desde las 4 a las 6 horas de duración. Los requerimientos de energía en la actividad deportiva hacen que circule triacilglicerol plasmático (Abreviados como TG) y ácidos grasos libres en el torrente sanguíneo. Los triacilgliceroles son moléculas no-polares insolubles en agua y compuestas de tres moléculas de ácidos grasos esterificados en una molécula de glicerol, los triacilglicerol representan un almacenamiento energético de carácter no-iónico procedente de los ácidos grasos libres. Los triacilgliceroles exógenos rompen sus enlaces en dos moléculas de ácidos grasos libres y una de 2-monoacilglicerol. Debido a su naturaleza no polar de los TG's estos se pueden almacenar compactamente como gotas de grasa en los adipocitos de las células de los músculos. El metabolismo de los lípidos se realiza principalmente por la enzima denominada lipasa, la longitud de las cadenas de las moléculas de los ácidos grasos influye radicalmente en la forma de metabolizar los lípidos que posee el organismo. El transporte a las células de esta energía se realiza mediante la carnitina.
El desplazamiento de la actividad deportiva de baja intensidad a alta intensidad modifica el metabolismo de los lípidos haciendo que se prefiera emplear como reserva de energía la existente en glucógeno de los músculos e hígado, esta respuesta tiene su origen en las respuestas metabólicas y hormonales que inducen la glicólisis y la formación de ácido láctico. Añadiendo a esto que las fibras de contracción rápida de los músculos tienen una limitada capacidad de oxidar grandes cantidades de ácidos grasos. Existen diversas formas artificiales de modificar el metabolismo de los lípidos, entre ellas se encuentra: el entrenamiento deportivo frecuente que aumenta la masa muscular (hipertrofia) y la actividad hormonal que favorece el metabolismo de los lípidos. La ingestión oral instantes antes de realizar el ejercicio de triglicéridos de cadena media (denominados también MCT son ácidos grasos de cadenas de seis, ocho o diez carbonos) que son rápidamente digeridos en el estómago y entran en el torrente sanguíneo favorecen el metabolismo de los lípidos, Ingestión oral de infusiones grasas que se ha demostrado reducen la velocidad de oxidación de glucógeno, Ingesta de cafeína (véase: Café y salud) que facilita el transporte de ácidos grasos en el plasma sanguíneo, Uso de L-Carnitina directamente de la dieta y existente en la carne roja que se encarga de transportar los ácidos grasos de cadena larga directamente a la célula. O una dieta alta en grasas.

#### Lípidos en la dieta deportiva

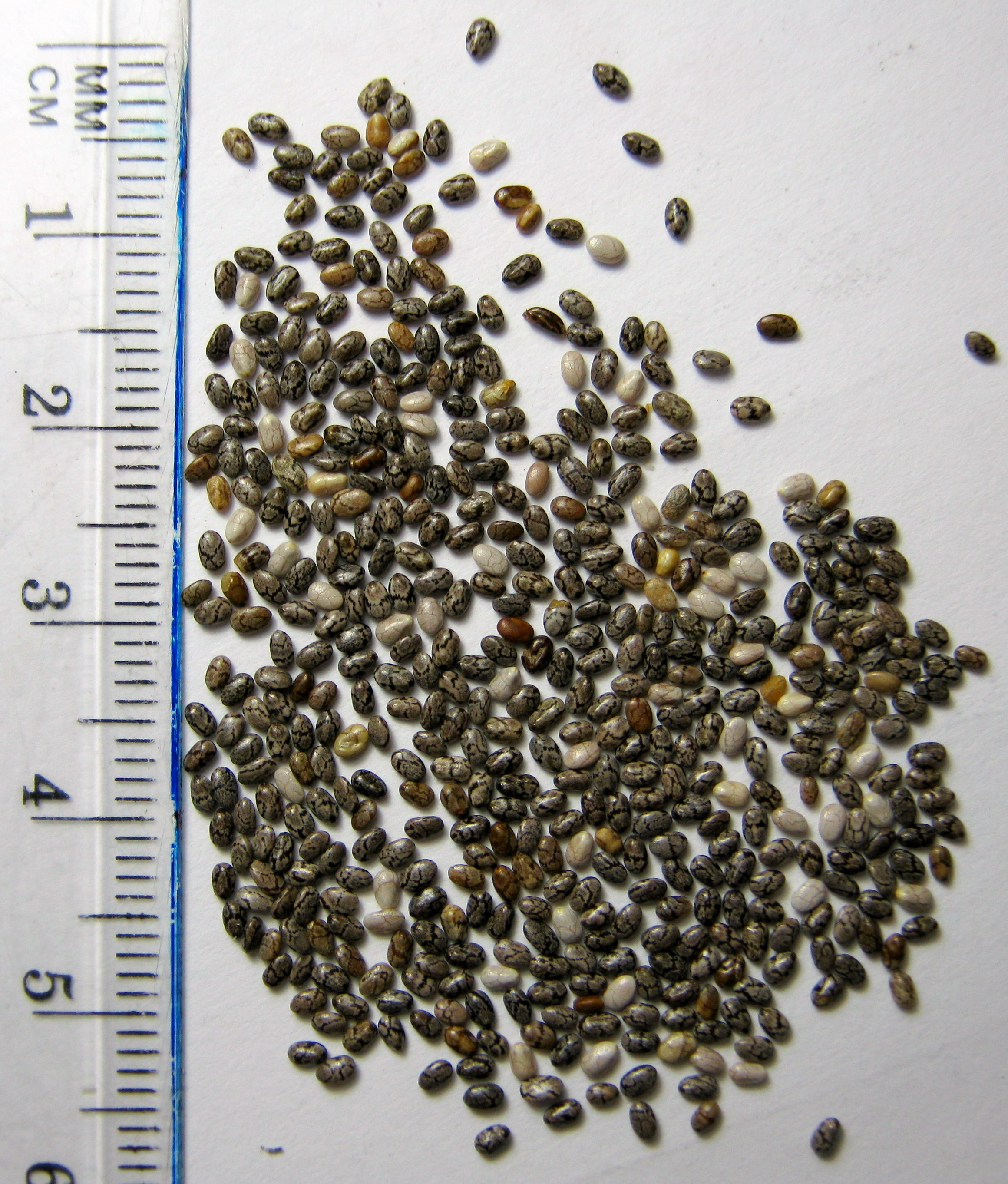
En el mundo vegetal y con un porcentaje del 58-65% en omega 3, las semillas de Salvia hispánica (Chía) posee la concentración más alta de Omega 3 conocida hasta el momento.

Existen ciertos fenómenos relacionados con el metabolismo de los lípidos, se sabe que una ingesta de carbohidratos, o una mayor disponibilidad de carbohidratos ralentiza la oxidación lípida. Las dietas altas en grasas se emplean rara vez en el deporte (salvo casos excepcionales de deportes de alto consumo energético) y se realiza en aquellos deportes altamente aeróbicos, aunque se ha investigado la oxidación lípida como una alternativa a la necesidad de gastar glucógeno del hígado y de los músculos no hay pruebas concluyentes acerca de la mejora en la resistencia y en la disminución de la capacidad de agotamiento ante el deporte. Las dietas de las personas sedentarias en los países industrializados contienen entre un 30% hasta un 45% de grasas, los deportistas deberían reducir su contenido en un intervalo que va desde 25%-35% y los ácidos grasos saturados por debajo de un 10%. Se debería incluir en las dietas grasas procedentes del pescado azul (rico en omega-3 que a veces se administra incluso en cápsulas).

### Empleo de las proteínas

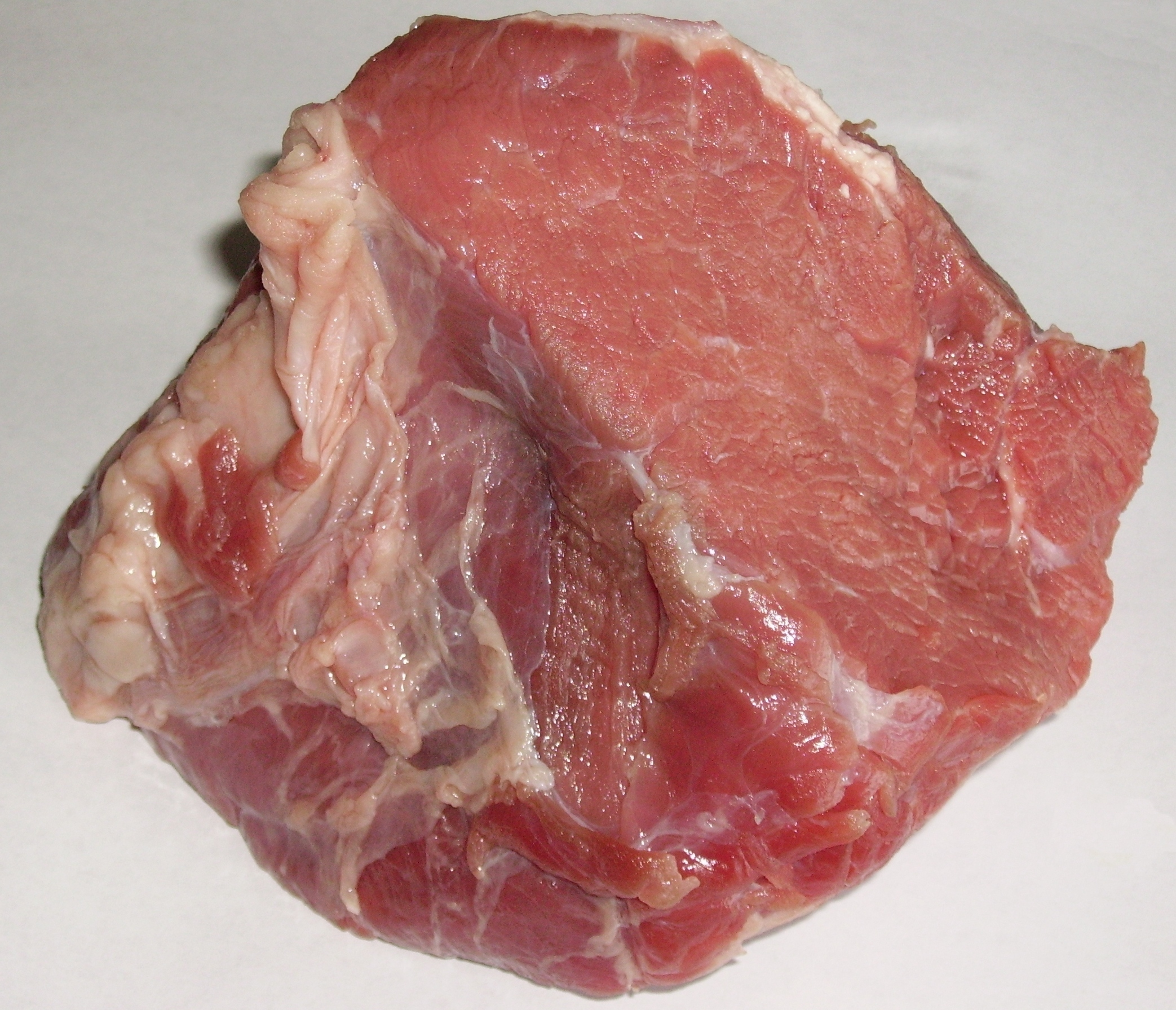
La carne es una fuente primaria de proteínas para todo deportista.

La palabra proteína proviene del griego “proteios” que significa “de primera necesidad” o “importancia” denota la importancia que este macronutriente tiene en el desarrollo de la vida según los científicos, estando presente en cada proceso biológico del cuerpo. Los carbohidratos y las grasas no contienen nitrógeno ni azufre, dos elementos esenciales en todas las proteínas. La cantidad de proteína en un cuerpo humano es del 18% del peso. Existen muchos estudios acerca del uso de las proteínas en las dietas de los deportistas, todos ellos mencionan un mayor uso de proteínas que las personas que no hacen ejercicio, debido a la mejora de las prestaciones deportivas, el incremento de los músculos y tendones, aumento de la energía metabólica y de las funciones inmunitarias. Las proteínas constituidas por aminoácidos no sólo sirven como los elementos estructurales de los músculos, sino que en teoría pueden reemplazar además a los carbohidratos y a los lípidos como fuente de energía en las actividades deportivas. Las proteínas son los componentes esenciales de los músculos, la piel, membranas celulares, sangre. Sirven además como biocatalizadores, hormonas, anticuerpos y portadores de otras substancias.
El balance de proteína en el cuerpo es una función entre la ingesta de proteínas y la pérdida de las mismas debido a la excreción corporal de compuestos nitrogenados: la orina, el sudor, las heces y el pelo. Las proteínas corporales están en constante flujo equilibrado: degradación de proteínas y síntesis. Por regla general la ingesta de proteínas iguala a la pérdida de las mismas. Si la síntesis de proteína (anabolismo) es mayor que la degradación de las mismas (catabolismo), entonces el resultado final es un incremento neto de la proteína en el cuerpo. Si la degradación proteica es mayor que la síntesis de proteínas el resultado es una catabólisis con un descenso de las proteínas en el cuerpo. Para comprobar este ritmo se suelen tomar medidas de orina y ver el contenido de compuestos nitrogenados en contraste con un consumo regular, si ese ratio es negativo, se sospecha que existe una deaminación (los aminoácidos son empleados como fuente de energía).

#### Reserva de proteínas
El cuerpo humano no posee un almacén de proteínas tan grande como el que posee de grasas en los tejidos adiposos, toda la proteína del cuerpo posee una funcionalidad (y entre ellas no existe la de ser 'reserva') de ser estructura, de participar en los procesos metabólicos, de transportar nutrientes. Las proteínas no empleadas el cuerpo humano las oxida en aminoácidos y nitrógeno y las excreta principalmente por la orina. De forma alternativa los aminoácidos pueden ser metabólicamente convertidos en glucosa o ácidos grasos para ser almacenados en sus correspondientes almacenes metabólicos. En condiciones deficitarias de energía los aminoácidos se pueden emplear como energía y ser resintetizados a ATP. Las reservas funcionales de proteína del cuerpo humano son: Las proteínas plasmáticas y los aminoácidos del plasma, las proteínas musculares, las proteínas de las vísceras.

#### Proteínas en la Dieta Deportiva

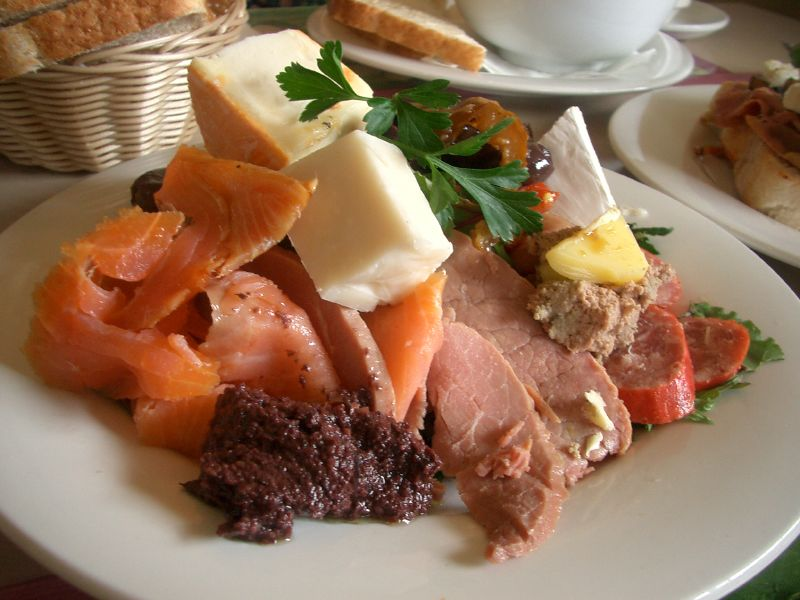
Antipasto cargado de proteínas

Las proteínas tienen una gran importancia en el metabolismo deportivo, mientras que la grasa y los carbohidratos se convierten en glucógeno, las proteínas dependen directamente de los alimentos que las proporcionan en la dieta. Las proteínas de los alimentos se digieren y los aminoácidos resultantes son absorbidos y empleados en la síntesis de nuevas proteínas más específicas. Las proteínas provienen de los alimentos de origen animal: carnes y pescados, o de plantas. Las plantas pueden sintetizar todos los aminoácidos a partir de compuestos orgánicos sencillos, pero los animales no pueden hacer esto ya que no disponen de mecanismos para sintetizar el grupo amino (NH2) y obtener de esta forma los aminoácidos, de esta forma los animales comen plantas para poder sintetizar proteínas. El cuerpo humano tiene ciertos procesos para poder convertir un aminoácido en otro.
La cantidad y calidad de la proteína en la dieta es importante a la hora de determinar los efectos de la proteína en la dieta. Incrementando la proteína en la ingesta de alimentos se incrementará los niveles de aminoácidos y con ello la síntesis de proteínas. La cantidad de proteína en la dieta es importante para determinar los efectos de la proteína en el metabolismo del deportista. La calidad de las proteínas debe tenerse en cuenta, ciertas proteínas son biológicamente más efectivas que otras. Hay que tener en cuenta que al igual que los carbohidratos se digieren con mayor o menor velocidad en función del índice glicémico, las proteínas se pueden clasificar desde el punto de vista dietético como proteínas rápidas o proteínas lentas en función de la velocidad de absorción que posean, que dependerá del tipo de proteína y de la presencia de otros macronutrientes. El promedio de proteínas aconsejado por la Unión Europea para un varón adulto es de 54-105 g y para una mujer adulta es de 43-81 g. en comparación con las dosis mínimas diarias aconsejadas (RDA) en EE. UU. que para un varón alcanza a ser de 58 g y una mujer 50 g (0,8 o 0,9 g/kg de peso corporal). Existe una gran cantidad de estudios científicos que demuestran que la cantidad requerida para un deportista de resistencia está en el rango de 1,2 hasta 1,8 g/kg/día. Investigaciones realizadas con la necesidad de ingerir proteína de seis atletas de bodybuilding comparadas con otras seis personas no deportivas pudo observar que los atletas requerían sólo 1.67 veces más proteína diariamente que los sujetos no-entrenados.

#### Suplementos proteínicos

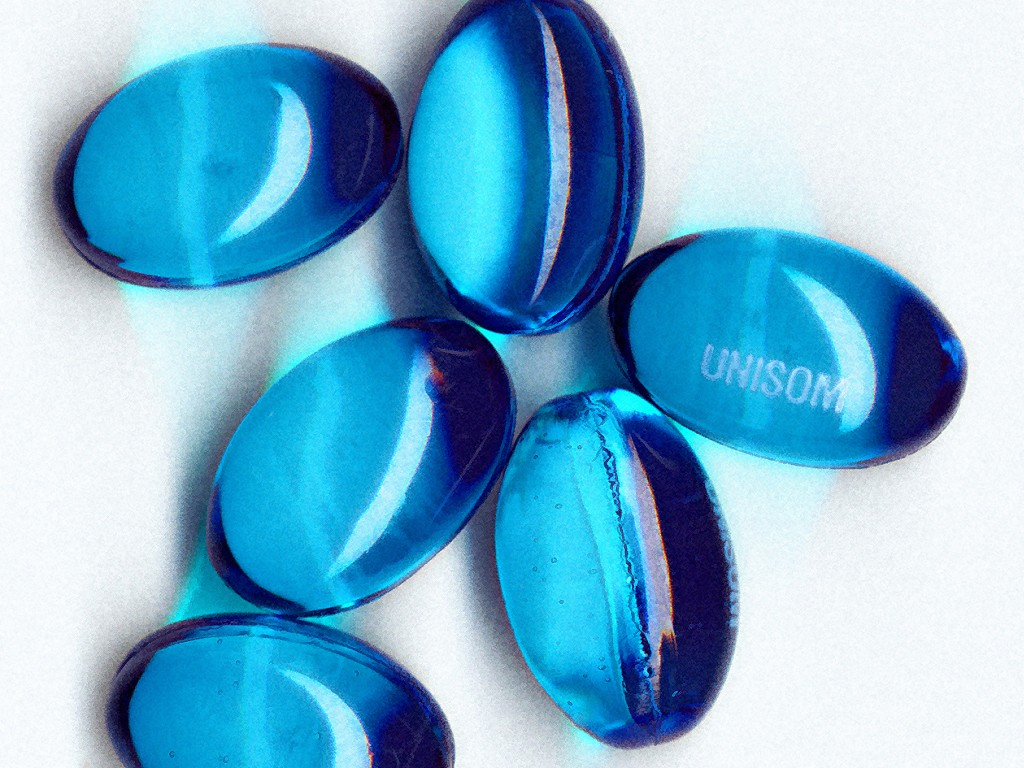
Los suplementos proteínicos a veces son asociados a ciertos deportes como el culturismo (bodybuilders).

En términos nutricionales, el concepto de suplemento proteínico para incrementar el nivel de ingesta de proteínas y alcanzar niveles por encima de los 12% o 15%, resulta un incremento muy elevado para la gran mayoría de los atletas. Si se fundamenta en los estudios nutricionales realizados en los que se relacionan el consumo energético (kcal) y el de proteínas, los atletas que consumen cerca de 5000 kcal/día pueden ingerir el doble de proteína que las personas que no desarrollan ejercicio alguno (están en un rango de 2500 kcal/día). De esta forma una dieta equilibrada que añada un poco más de carne, huevo, lácteos, o pescado puede dar suficiente aporte proteico como para mantener la demanda del cuerpo de un atleta, sin necesidad aparente de suplemento proteínico alguno. No obstante los suplementos proteínicos pueden ayudar a algunos deportistas que compiten a hacer dietas de reducción de peso, o incluso a deportistas que debido a su estilo de dieta vegetariana consumen dietas de baja energía y bajo contenido proteico. Así pueden ser suministrados a cualquier atleta que por la razón que sea no puede ingerir alimentos con alto contenido proteico. Ingerir una cantidad moderada (10 a 30 g) de polvo de proteína, mezclado por ejemplo con un líquido, se convierte en este suplemento proteínico (véase suplemento culturista).
Existen suplementos proteínicos 'caseros' que pueden elaborarse fácilmente como reemplazo de algunas comidas de contenido proteico que además suelen ser grasientas, uno de los más usados el que emplea las proteínas de la leche hidrolizadas que se combinan con la proteína de la soja, elaborándose un polvo que mezclado con agua permite la ingesta de proteínas 'sin grasa', sin ácido úrico y sin colesterol. El uso de suplementos en los deportes ha dado lugar a las nutriciones ergogénicas.

## Uso de los micronutrientes
Los micronutrientes se pueden encontrar en diversos alimentos y es habitual que una dieta equilibrada aporte estos micronutrientes de una forma racional, no obstante es posible que el deportista necesite además de suplementos dietéticos que los incluyan para poder reponer el consumo de micronutrientes al que está expuesto su organismo debido a la práctica del deporte. Estos suplementos deben ser incorporados a la dieta deportiva bajo la regla de RDA o dosis diaria recomendada (dosis aconsejada por las agencias estatales alimentarias para el 97% de las personas sanas).

### Uso de minerales

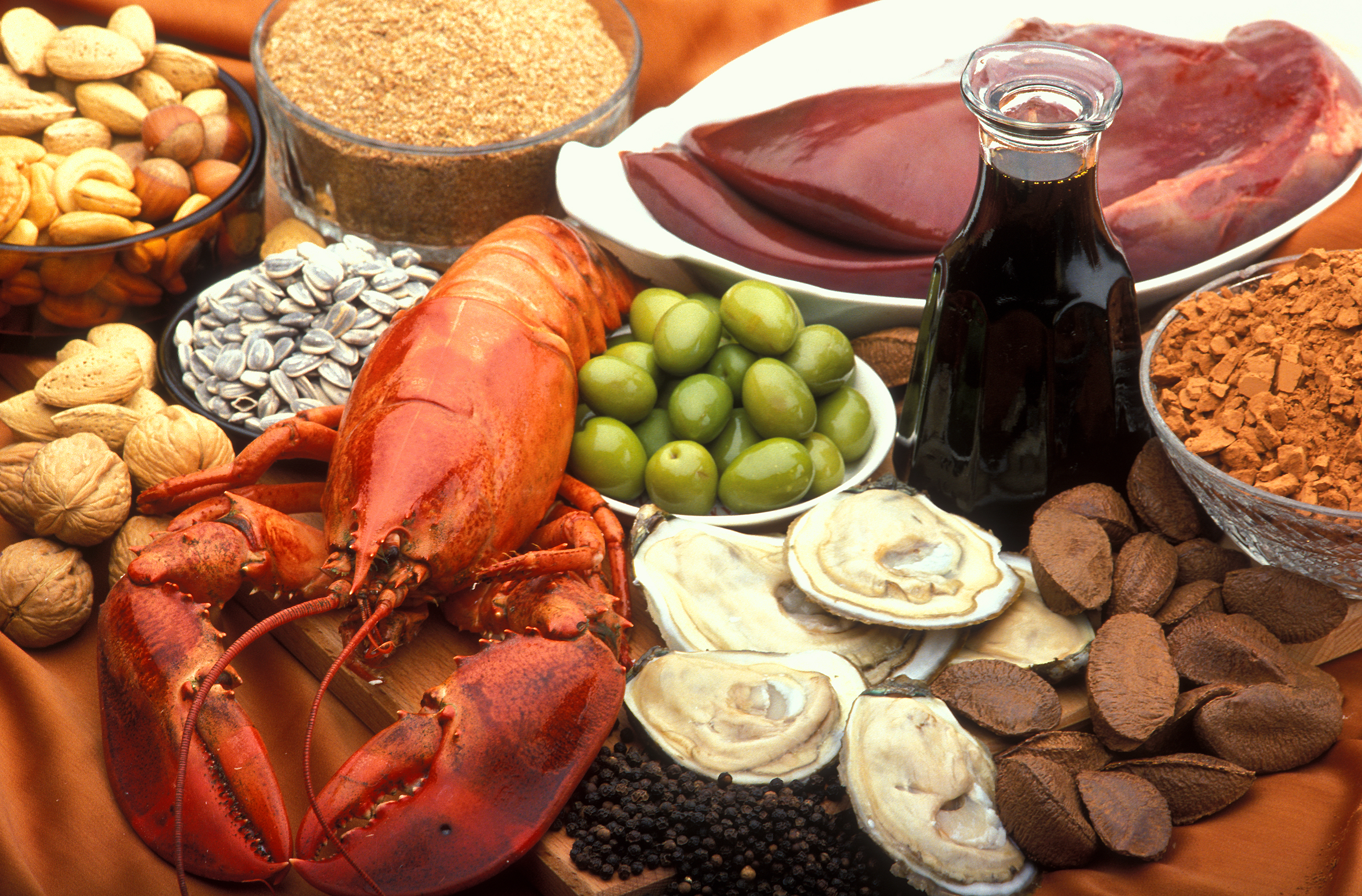
Los minerales se encuentran en muchos alimentos, en la ilustración se muestran como ejemplo aquellos que poseen cobre.

Los micronutrientes (minerales y vitaminas) desarrollan un gran número de funciones esenciales en el organismo. Los principales minerales (en orden alfabético) son el azufre, calcio, cloro, cobalto, cobre, flúor, fósforo, hierro, magnesio, manganeso, potasio, selenio, sodio, yodo y zinc. Algunos de ellos se encuentran en grandes cantidades en el cuerpo, mientras que otros requieren tan sólo una muy pequeña cantidad (por esta razón se denominan elementos o 'minerales traza'). Los minerales pueden formar las bases de algunos tejidos corporales (como por ejemplo el calcio en los huesos), pueden proporcionar elementos esenciales de las hormonas (como por ejemplo el yodo en el tiroides) y asistir con las funciones vitales del cuerpo (como el hierro en la composición sana de la sangre).
Existen diversos almacenes de minerales en el cuerpo, suelen ser específicos del mineral, de esta manera se tiene por ejemplo que en los huesos se almacena calcio y fósforo, en las células potasio y magnesio, en la sangre y en el agua intersticial el sodio y el cloro. Los minerales tienen por regla general tejidos específicos que están libremente disponibles en los procesos metabólicos que se producen en ellos. La mayor parte de las reservas de minerales se encuentran en el plasma sanguíneo y en el fluido intersticial. La ingesta de alimentos con determinado contenido de minerales es la principal entrada de minerales al cuerpo, mientras que las excreciones (sudor, orina, etc.) suponen la salida de muchos de los minerales.
Algunos de los minerales tienen influencia en el desarrollo del deporte como:
- Potasio - El potasio es importante para la transmisión de los impulsos nerviosos, mantiene el potencial de membrana y ayuda a la contracción muscular. La mayoría del potasio ingerido entra en el torrente sanguíneo a través de la absorción que se hace de él en el estómago. Los excedentes de potasio se excretan por la orina, la diarrea es una de las causas de exceso de pérdida de potasio. Durante el ejercicio el potasio es liberado por las contracciones repetidas de los músculos, esta pérdida se debe a la variación en la permeabilidad de las paredes celulares. El potasio se almacena con el glicógeno y a medida que se va oxidando glicógeno se libera potasio de esta forma el potasio existente en el fluido intersticial aumenta y es de esta forma eliminado por el plasma sanguíneo. La concentración de potasio es mayor en las fases intensas del ejercicio y esto ha sugerido a investigadores que el potasio proceda de las fibras musculares dañadas, aunque no hay evidencias acerca de este hecho. Las pérdidas de potasio por el sudor son frecuentes durante el ejercicio, la concentración de potasio en el sudor es igual que la de potasio en el plasma sanguíneo. Al acabar el ejercicio el potasio se libera principalmente por la orina, quizás debido a que el riñón está estimulado a retener sodio para la homeostasis de líquidos y por esta razón cambia sodio por potasio. La cantidad aconsejada diariamente a un deportista es de 2 g/día (8 g/día es un índice muy elevado).[39] El potasio se encuentra en muchos alimentos por ser un elemento constituyente de muchas células, por esta razón se encuentra en las frutas (bananas, naranja), verdura (patatas) y carne.
- Magnesio - El contenido de magnesio en el cuerpo ronda entre los 20-30 g, aproximadamente un 40% de esta cantidad se localiza en las células musculares, un 60% en el esqueleto y tan sólo un 1% en el fluido extracelular.[46] se trata de un nutriente presente en numerosos enzimas siendo muy necesario en el proceso metabólico. Juega un papel muy importante en la transmisión neuromuscular. Se ha detectado bajos niveles de magnesio en el plasma sanguíneo de deportistas de resistencia, para su explicación se han elaborado diversas teorías. El pescado, la carne y la leche son pobres en magnesio, mientras que las verduras y algunas frutas como los plátanos, las setas, los arándanos y algunas legumbres son relativamente ricas en este mineral.
- Calcio - El cuerpo humano posee casi 1,5 kg de calcio estando la gran mayoría de él en el esqueleto, tan sólo una pequeña parte está en el plasma sanguíneo. El esqueleto humano está constantemente renovando calcio, el calcio sobrante se elimina principalmente por la orina. La excreción del calcio por la orina está muy influenciada por la ingesta de alimentos ricos en calcio. El calcio tiene una gran utilidad en el ejercicio, ayudando en la contracción inicial del músculo. Los niveles de calcio en el plasma sanguíneo no varían entre los deportistas y las personas sedentarias. Los principales alimentos que aportan calcio son los productos lácteos.
- Fósforo - Al igual que el calcio se encuentra alojado en el esqueleto en su gran mayoría, su ingesta controla el crecimiento de los huesos. El estómago absorbe aproximadamente el 70% del fósforo. Se encuentra principalmente en las carnes (generalmente de aves) y pescados, en los productos lácteos.
- Hierro - Es un elemento fundamental en la hemoglobina, mioglobina e innumerables enzimas. Los alimentos que abastecen de hierro son las carnes rojas, el hígado (tomado fresco en patés) y algunas legumbres.
- Zinc - Promueve el crecimiento de los tejidos del cuerpo humano. se encuentra fundamentalmente en las carnes (de pescado), moluscos (ostras) y algunos cereales.

### Uso de vitaminas

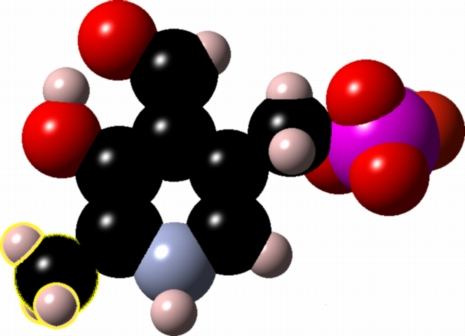
Viamina B_{12}

Se necesitan casi 12 tipos diferentes de vitaminas para mantener un organismo vivo en plena facultad fisiológica. Algunas de las vitaminas más importantes para el cuerpo humano incluyen la vitamina A (o retinol), la B1 (tiamina), B2 (riboflavina), B6, B12, C (ácido ascórbico), D, E, K, ácido fólico, niacina (ácido nicotínico), biotina, y el ácido pantogénico. Todas las vitaminas con excepción de la vitamina E (que es la única capaz de ser sintetizada por el cuerpo), deben proceder de una dieta. Los niveles de vitaminas en el cuerpo deben ser medidos constantemente, ya que son uno de los mejores indicadores para un deportista de un desequilibrio orgánico, anomalías o posible enfermedad.
Algunas vitaminas tienen influencia en el desarrollo del deporte como:
- Vitamina B1 - La vitamina B1 tiene un papel muy importante en la conversión oxidativa del piruvato que desempeña tareas de recolección de energía por parte del metabolismo humano procedente de la oxidación de los carbohidratos. Se aconseja la ingesta de 0,5 mg/1000 kcal.[39] Las cantidades dependen por lo tanto de la actividad deportiva a la que se someta el deportista.
- Vitamina B2 - Se encuentra relacionado con la energía del metabolismo mitocondrial. La dosis aconsejada diaria es de 0,6 mg/1000 kcal, los estudios realizados muestran que esta vitamina no influencia ni mejora el rendimiento deportivo.
- Vitamina B12 - Esta vitamina funciona como unacoenzima en el metabolismo del ácido nucleico y por lo tanto influencia en la síntesis de proteínas. Los ciclistas y los deportistas anaeróbicos toman esta vitamina bajo la creencia de que disminuye el dolor muscular durante la práctica del ejercicio, las investigaciones realizadas no muestran evidencias de que eso sea así.[48] La dosis aconsejable diaria es de 2μg/día. Puede existir déficit de esta vitamina en los atletas vegetarianos.
- Niacina - Funciona como coenzima en NAD (Nicotinamida Adenina Dinucleótido) que hace sus funciones en la glucólisis y en la sístesis de grasa. Algunos autores han hipotetizado que esta vitamina influencia la potencia aeróbica, lo que es importante en la mejora de marcas en los atletas de resistencia.[49]
- Vitamina C - Se trata de un antioxidante soluble en agua que participa en muchas reacciones enzimáticas. La vitamina C mejora la absorción en el estómago y es necesario en la biosíntesis de muchas hormonas. Desde la Segunda Guerra Mundial se sabe que su deficiencia baja la resistencia a la fatiga de los soldados, se ha visto que mejora el acondicionamiento al calor.[48] Su ingesta antes de una carrera en corredores de larga distancia previene de infecciones respiratorias.
- Vitamina E - Es un antioxidante que remueve los radicales libres con el objeto de proteger las membranas celulares. Se hizo mucha atención en la década de los 1980s ya que se creía que mejoraba el rendimiento de la captación de oxígeno, aunque no hay resultados concluyentes que demuestren estas afirmaciones.[48] Se trata de la única vitamina que se elabora en el cuerpo. Se ha comprobado que los atletas de resistencia tienen unos niveles de vitamina E bajos, esta deficiencia sugiere que se les incluya en la dieta alimentos con contenido de esta vitamina.

## Uso de líquidos

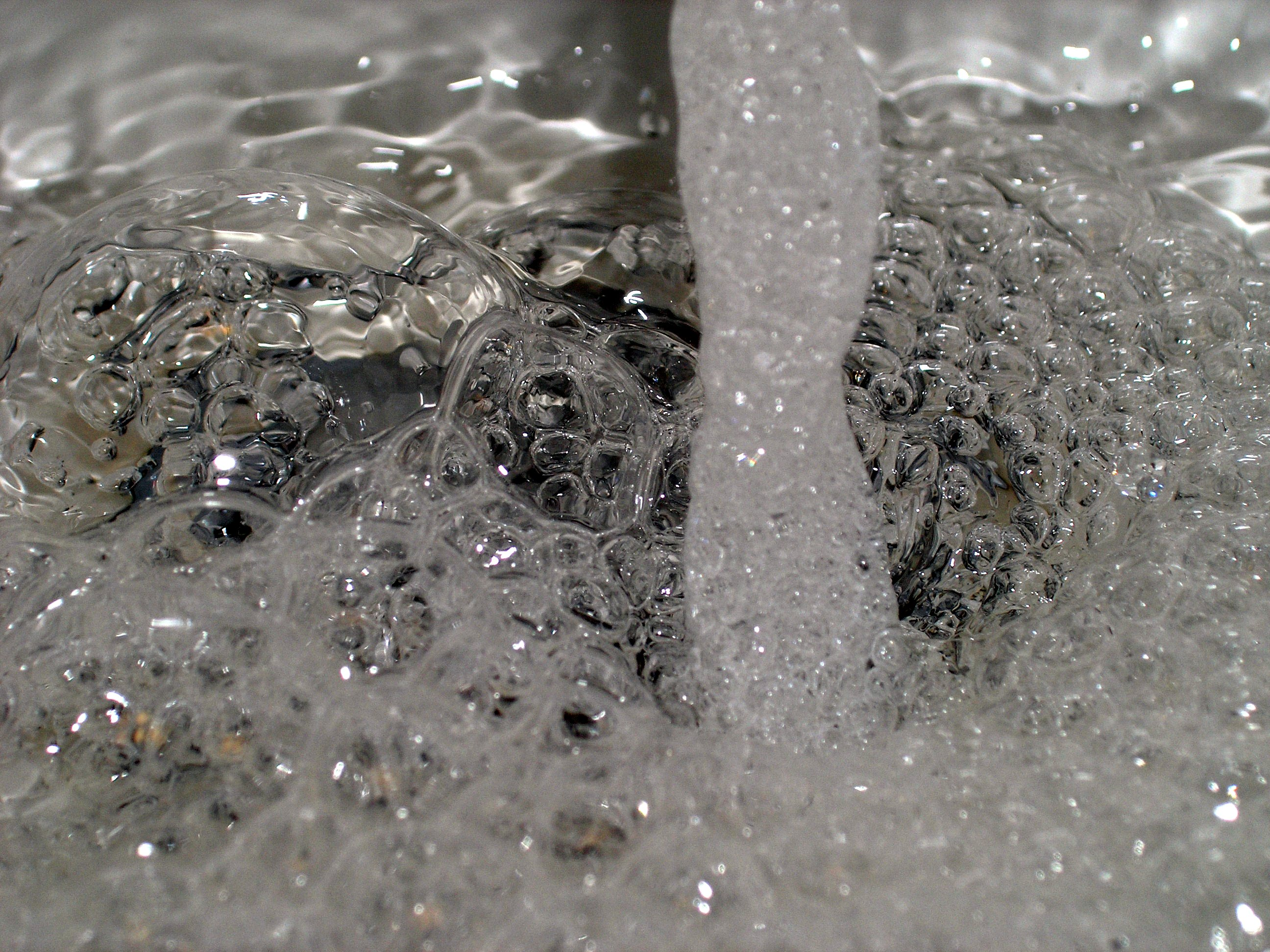
El agua es un elemento imprescindible en toda nutrición deportiva.

La importancia del agua es vital durante el ejercicio, los humanos pueden vivir sin la ingesta de micro- y macro- nutrientes durante un periodo relativamente grande, pero no es posible hacerlo sin agua. El agua es fundamental para todos los procesos metabólicos del cuerpo humano, así como también para aquellos fenómenos de transporte y circulación de sustancias nutritivas. El agua es el compuesto más abundante en el cuerpo humano, alcanzando un porcentaje que está entre el 45% y 70%, los músculos se componen de un 70% a un 75% de agua, mientras que los tejidos grasos del cuerpo se componen de un 10% a un 15%. De esto se puede deducir que el entrenamiento de deportistas con gran masa muscular necesita de grandes cantidades de agua. No existen almacenes de agua en el cuerpo, los riñones excretan toda el agua que pasa por ellos, este efecto hace pensar que los deportistas están sometidos a riesgos de desequilibrio de agua en el cuerpo pudiendo llegar a sufrir la deshidratación. Es por esta razón que la práctica del deporte necesita de un consumo elevado de líquidos. Con el objeto de evitar este efecto se suelen fijar "protocolos" de ingesta de líquidos.

### Empleo del agua en los músculos
El agua se emplea principalmente en los procesos químicos intracelulares, del total de líquido un cuerpo medio emplea cerca de 30 L en estos procesos (casi las 2/3 partes del total del agua). El agua permanece en la célula gracias a fuerzas osmóticas causadas por los electrolitos (generalmente un balance entre el sodio y el potasio) . El resultado de las contracciones musculares deja como resultado metabolitos dentro de las células. Inicialmente estos metabolitos causan una presión osmótica de tal forma que se conduce agua dentro de la célula. al mismo tiempo los procesos de transporte inician cambios en la membrana celular para que se modifique la permeabilidad de la misma. Este proceso hace que los metabolitos y el potasio del interior salga fuera de la célula, de esta forma el agua intersticial se hace más tónica (más concentrada) comparada con la sangre lo que hace que sea reemplazada por otra nueva de los intersticios de las fibras musculares. Esta es la razón por la que el volumen de músculo crece durante la práctica del ejercicio anaeróbico de alta intensidad, lo que causa una producción de ácido láctico así como su acumulación.
La pérdida de agua interior debido al sudor que retira agua de los músculos durante sus contracciones hace que sea peligroso si se produce a gran velocidad (más en los sitios donde se práctica deportes a grandes alturas), la generación de agua del metabolismo humano no compensa esta pérdida debida al sudor. Dependiendo de la intensidad del ejercicio y del entrenamiento, las circunstancias climáticas y del tamaño corporal del atleta la pérdida de agua puede ir desde unos cuantos cientos de mililitros hasta más de dos litros por hora. El efecto de esta pérdida es la eliminación del agua que hace de transporte eliminando los metabolitos, así como el sistema de refrigeración de los músculos, todas causas tienen como efecto final fatiga y un incremento de la temperatura corporal y colapso muscular.

### Ingesta de líquidos
La ingesta de líquidos está unida a la de alimentos (generalmente salados o picantes), sobre esta respuesta condicionada se han realizado numerosos estudios. En general la cantidad de agua ingerida debería ser igual a la cantidad de agua perdida, que en los adultos es de cerca del 4% de su peso corporal. La pérdida de agua está influenciada por muchos efectos como puede ser, las condiciones de altura, el metabolismo, condiciones físicas (diarreas), etc. En el caso de una persona sedentaria se suele aconsejar la ingesta de un mililitro de agua por cada caloría consumida (1 ml/kcal). Este principio puede aplicarse por igual a los atletas, por ejemplo un ciclista que corre en una etapa de montaña y que consume 6000 kcal/día debe consumir al menos 6 litros de agua. Aunque es preferible la ingesta de agua, en algunas ocasiones se aprovecha para incluir carbohidratos. Estudios realizados han demostrado que las bebidas deportivas no deben ser en ningún caso hipertónicas.

## Suplementación.
La suplementación nutricional es una estrategia comúnmente utilizada por atletas y deportistas recreativos con el objetivo de mejorar el rendimiento físico, acelerar la recuperación y optimizar la composición corporal. Aunque la dieta debe ser siempre la base del aporte de nutrientes, ciertos suplementos pueden ofrecer beneficios comprobados cuando se utilizan adecuadamente.

### Creatina monohidratada.
La creatina es un compuesto natural presente en pequeñas cantidades en alimentos como la carne y el pescado, y también se sintetiza en el cuerpo a partir de los aminoácidos arginina, glicina y metionina. Se almacena principalmente en los músculos en forma de fosfocreatina.
Durante esfuerzos breves e intensos (como sprints o levantamiento de pesas), el cuerpo utiliza ATP como fuente inmediata de energía. La fosfocreatina dona un grupo fosfato para regenerar ATP rápidamente, lo que permite mantener la intensidad del ejercicio durante más tiempo. Al suplementar con creatina, se incrementan las reservas musculares de fosfocreatina, mejorando esta capacidad.
Diversos estudios han demostrado que su consumo regular (3-5 g/día) incrementa la fuerza y la potencia muscular, particularmente en actividades de alta intensidad y corta duración, como levantamiento de pesas o sprints. Según una revisión publicada en Journal of the International Society of Sports Nutrition (2017), la creatina también puede favorecer la ganancia de masa muscular y acelerar la recuperación post-ejercicio

### Cafeína.
La cafeína es un alcaloide de origen vegetal presente en el café, té, cacao y bebidas energéticas. Es un estimulante del sistema nervioso central.
Actúa principalmente como antagonista de los receptores de adenosina, lo que reduce la sensación de fatiga y aumenta el estado de alerta. También mejora la liberación de catecolaminas (como adrenalina), aumenta la movilización de ácidos grasos libres y mejora la contracción muscular.
Consumida en dosis de 3-6 mg/kg de peso corporal, entre 30 y 60 minutos antes del ejercicio, puede mejorar la resistencia, aumentar el estado de alerta y disminuir la percepción del esfuerzo. La Asociación Internacional de Nutrición Deportiva y la European Food Safety Authority coinciden en sus efectos ergogénicos, especialmente en deportes de resistencia y pruebas prolongadas.

### Beta-Alanina.
La Beta-Alanina es un aminoácido no esencial que actúa como precursor de la carnosina, un dipéptido que se almacena en el músculo esquelético. La carnosina actúa como tampón intracelular, retrasando la acumulación de iones de hidrógeno (H+) durante el ejercicio intenso, lo que reduce la acidosis muscular y la fatiga. 
Su suplementación (2-5 g/día) durante al menos 4 semanas ha demostrado mejorar el rendimiento en actividades que duran entre 1 y 4 minutos, como carreras de 400-800 metros o circuitos de CrossFit.

### Nitratos.
Los nitratos son compuestos naturales presentes en vegetales como la remolacha, rúcula y espinaca. En el cuerpo, se convierten en óxido nítrico (NO), una molécula con funciones vasodilatadoras. El óxido nítrico mejora la vasodilatación y el flujo sanguíneo, reduce el consumo de oxígeno durante el ejercicio submáximo y mejora la eficiencia mitocondrial.
El consumo de nitratos inorgánicos, comúnmente en forma de jugo de remolacha, puede mejorar la eficiencia del uso de oxígeno y aumentar la resistencia. El efecto es más notable en actividades aeróbicas de duración moderada. Investigaciones recientes, como las revisadas por Jones et al. (2018) en Annual Review of Nutrition, han mostrado mejoras en el tiempo hasta el agotamiento y una reducción en el coste energético del ejercicio submáximo.

## Nutrición en los deportes aeróbicos

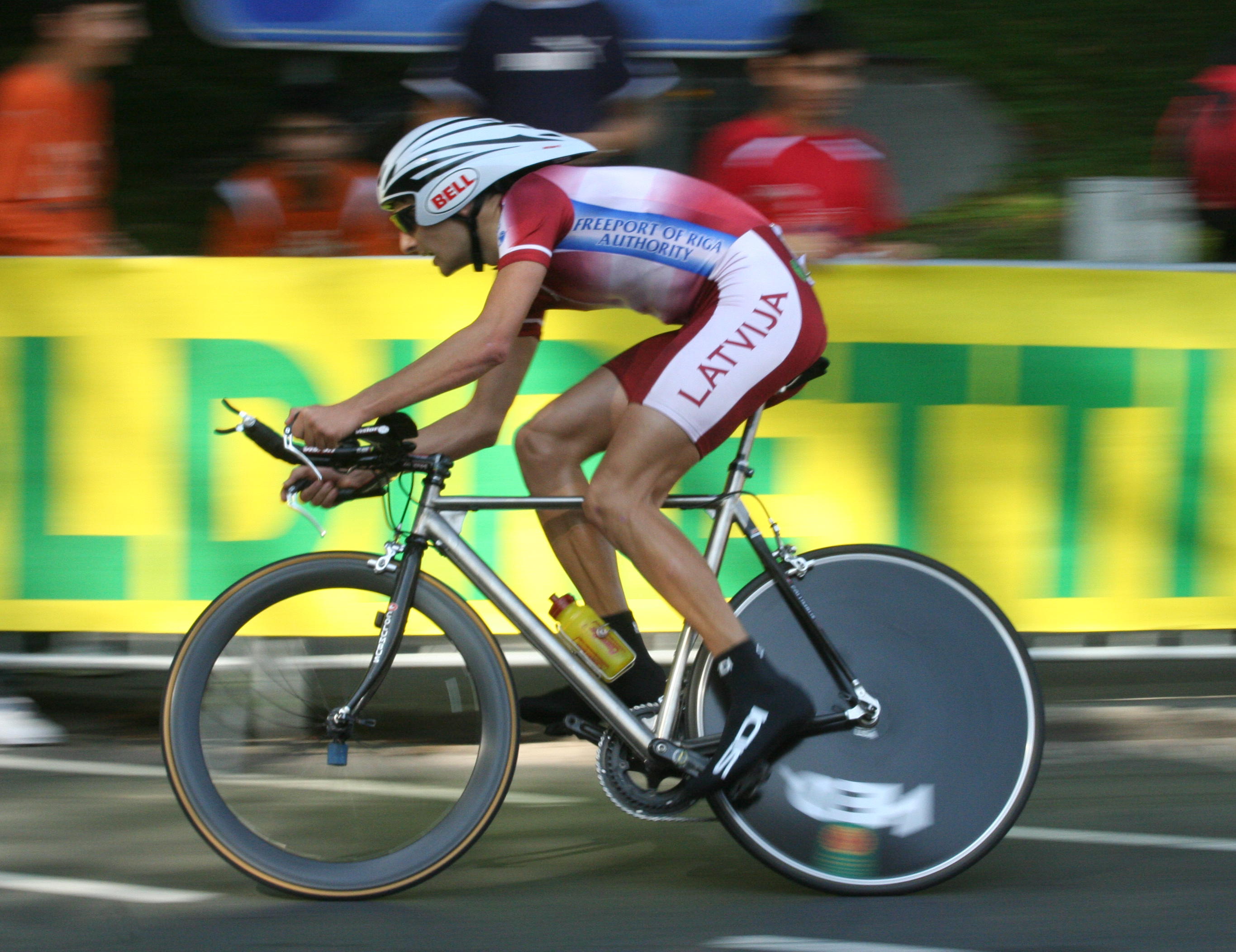
El ciclismo es un ejemplo de deporte aeróbico.

La nutrición de los deportes aeróbicos dependerá del tipo de deporte. El ejercicio aeróbico se requiere que los músculos trabajen a media intensidad durante prolongados intervalos de tiempo (generalmente por encima de la media hora), este tipo de deportes requieren un consumo de oxígeno elevado que se emplea para "quemar" grasas y consumir azúcar, produciendo adenosín trifosfato (ATP), el cual es el principal elemento transportador de energía para todas las células del cuerpo humano. Es decir este tipo de ejercicios necesita de aporte energético en la nutrición. Inicialmente, durante el ejercicio aeróbico, el glucógeno se rompe para producir glucosa sin embargo, cuando esté escasea, la grasa (tejido adiposo) empieza a descomponerse proporcionando energía durante cierto tiempo. Este último es un proceso lento, y está acompañado de una disminución en el rendimiento. El cambio de suministro de energía para acabar dependiendo de la grasa causa lo que los corredores de maratón suelen llamar "romper el muro" ("hitting the wall").
Algunas técnicas específicas de este tipo de deporte son las "cargas de carbohidratos" realizadas días antes de la competición (generalmente fructosa), que tienen por objeto expandir los almacenes de energía en el cuerpo. En algunos casos se emplean ayudas ergogénicas previas al ejercicio que estimulan el esfuerzo como puede ser la cafeína, el glicerol, los aminoácidos de cadena libre, compuestos que mejoran el almacenamiento como pueda ser el bicarbonato sódico (aumentan el pH en la sangre), etc. Durante el ejercicio de tipo aeróbico es muy importante la ingesta de líquidos para restablecer los niveles hídricos del organismo, es muy frecuente incorporar hidratos de carbono de alto índice glucémico en tales bebidas (bebidas deportivas con glucosa) con el objeto de proporcionar calorías a la actividad deportiva. Es frecuente la frase de "tener que beber sin sed" para evitar la fatiga debido a una descompensación de sales minerales en los músculos, para esto se establecen rutinas de ingesta de líquidos cada 20 o 30 minutos. Tras el esfuerzo aeróbico es necesario reponer los almacenes de glucógeno en los músculos, es por esta razón por la que un alimento en forma líquida con una proporción 4:1 entre carbohidratos y proteínas es aconsejable para obtener una recuperación óptima.

## Nutrición en los deportes anaeróbicos

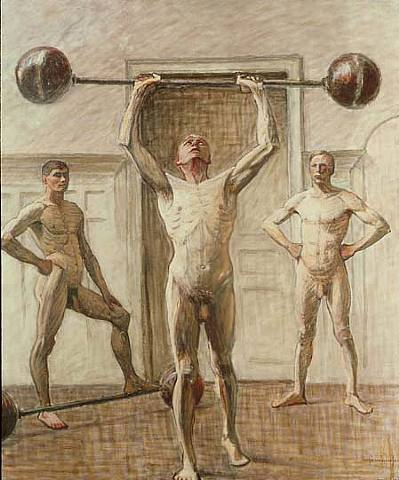
Eugène Jansson: Levantando pesas con dos brazos (1914). El levantamiento de pesas es un ejemplo de ejercicio anaeróbico.

El ejercicio anaeróbico es intenso y se realiza en periodos cortos, la denominación anaeróbico significa "sin aire" y hace referencia al intercambio de energía sin oxígeno en un tejido vivo. El ejercicio anaeróbico es una actividad breve y de gran intensidad donde el metabolismo anaeróbico tiene lugar en los músculos. Ejemplos son los sprinters En cambio, el metabolismo aeróbico suministra la mayor parte de la energía durante extensos periodos de ejercicio, de tal modo que el dicho ejercicio es denominado ejercicio aeróbico. El inicio de cualquier ejercicio es siempre anaeróbico y tras un tiempo (inferior a un minuto) se puede considerar aeróbico.
Las dietas de estos deportistas se centran en el consumo de alimentos que proporcionen energía durante los cortos periodos de esfuerzo. Algunas dietas como la de los atletas de musculación requieren de suplementos de musculación específicos, como puede ser la creatina o los suplementos proteínicos. El objetivo es contrarrestar la pérdida de glucógeno en el cuerpo durante la práctica del deporte anaeróbico, por esta razón suelen consumir antes de la ejecución del deporte alimentos con un alto índice glucémico (generalmente carbohidratos) para que sea posible mantener alto el nivel de insulina en sangre y de esta forma incrementar la capacidad de almacenamiento de nutrientes en el cuerpo. La especificidad de algunos deportes obliga a determinar una dieta que permita lograr los objetivos fijados por los entrenadores. En otros casos se considera el aporte de aminoácidos que reparen el daño ejercido sobre las fibras musculares mediante el uso de suplementos proteicos. Se ha demostrado que el uso prolongado en el tiempo de estos suplementos puede afectar a personas con cuadros de problemas renales.

## Efectos ergogénicos
Otro efecto de ciertos aspectos de la nutrición Interna es la búsqueda de efectos ergogénicos (por etimología: tiende a incrementar el trabajo) que permitan favorecer el desarrollo tanto de la fuerza muscular como de la potencia necesaria para la actividad física al más alto nivel, es decir, de incrementar el rendimiento físico del deportista. La frontera entre lo que es efecto ergogénico y el dopaje a veces es confuso en los terrenos de la nutrición deportiva. La mayoría de los suplementos dietéticos poseen efectos ergogénicos (no se debe sólo restringir a substancias de dietética, por ejemplo la música puede tener también estos efectos) capaces de mejorar el rendimiento de los atletas en la competición. Sea como sea los efectos ergogénicos se buscan en substancias fuera de la dieta equilibrada, en la mayoría de los casos se trata de suplementos dietéticos especiales. Existen numerosos criterios que deben tenerse en cuenta para saber si se debe incorporar una ayuda ergogénica a un atleta: conocer si es legal su uso y poder delimitar claramente la frontera entre lo que se define como dopaje y ayuda, saber si le causará efectos secundarios, si afectará negativamente a su salud, si es efectiva en el atleta particular. Las ayudas se pueden analizar desde un punto de vista nutricional, fisiológico, farmacológicas, estimulante, narcóticos, esteroides anabólicos, beta bloqueadores, diuréticos, hormonas pépticas y análogas. Aunque pueden extenderse sus conceptos hasta las psicológicas, biomecánicas, mecánicas, etc. En algunas ocasiones existe un mercado específico legal que ofrece estas ayudas a los deportistas.
En los deportistas de alta intensidad como pueden ser los culturistas o los practicantes de halterofília se desea un aumento de la masa muscular (hipertrofia muscular) mediante una dieta rica en proteínas y vitaminas, o mediante prácticas de ingesta de carbohidratos durante el ejercicio., otros por ejemplo necesitan ampliar sus capacidades aeróbicas y prolongar los esfuerzos durante un mayor tiempo. Algunas de estas substancias no están prohibidas, pero su uso suscita problemas éticos en el desarrollo de las competiciones. No obstante las substancias aprobadas y prohibidas se encuentran publicadas en las listas del Comité Olímpico Internacional.